# Piramida Sinki
Piramida Sinki – nieukończona piramida schodkowa znajdująca się nieopodal miejscowości Abydos w Egipcie.

## Historia
Pierwsze wzmianki o istnieniu tejże piramidy pochodzą z końca XIX wieku, na początku XX wieku belgijski egiptolog datował budowlę na okres panowania faraona Ahmose I z XVIII dynastii; w rzeczywistości budowla ta była znacznie starsza, gdyż prace nad nią trwały podczas panowania władcy Huni z III dynastii, miała także pełnić funkcję cenotafu.
W 1977 roku odkryto ruiny budowli, natomiast trzy lata później na jej terenie rozpoczęły się wykopaliska archeologiczne. Według badań budowa piramidy nie została ukończona.